# Borna Ćorić
Borna Ćorić (Zagreb, 14 de noviembre de 1996) es un tenista profesional croata. Alcanzó el puesto N° 89 del Ranking ATP a los 17 años e ingresó al Top 50 con 18 años y 6 meses.
Al terminar la temporada 2014 como n.º 92 del Ranking ATP, fue premiado por la ATP como la "Estrella del Mañana" por ser el jugador más joven en el Top 100.
Se clasificó para el Next Gen ATP Finals ocupando el cuarto lugar. Ćorić logró avanzar a las semifinales pero perdió con el ruso Andrey Rublev en tres sets.
Se caracteriza por su estilo de juego defensivo, arriesgando menos y siendo más consistente a cambio de un menor índice de winners.

## Carrera en Juniors

### 2013
Borna logró llegar hasta las semifinales en la categoría junior de los torneos de Grand Slam (tenis) del Abierto de Australia y el Torneo de Roland Garros y hasta los cuartos de final en Wimbledon, para luego consagrarse campeón en el Abierto de Estados Unidos, derrotando en la final al australiano Thanasi Kokkinakis en tres sets. Con este resultado, avanzó hasta el puesto N° 1 en el ranking mundial júnior. Durante este mismo año, también participó en el Circuito Futures (tenis) de la Federación Internacional de Tenis -ITF por sus siglas en inglés-, obteniendo cinco títulos.
| Torneos Grand Slam Juniors |    |     |
| Abierto de Australia       | 2R | SF  |
| Roland Garros              | 1R | SF  |
| Wimbledon                  | 2R | CF  |
| Abierto de Estados Unidos  | 2R | 'G' |

### Títulos de Grand Slam Juniors

#### Individuales (1)
| Año  | Torneo                    | Superficie | Rival en la final  | Resultado     |
| ---- | ------------------------- | ---------- | ------------------ | ------------- |
| 2013 | Abierto de Estados Unidos | Dura       | Thanasi Kokkinakis | 3-6, 6-3, 6-1 |

## Carrera profesional

### 2013
Ćorić hizo su debut con su selección absoluta en la Copa Davis 2013, después de que fue seleccionado para disputar la serie del Grupo Mundial del Equipo de Copa Davis de Croacia contra Gran Bretaña. Perdió ante el número 3 del ranking mundial y campeón vigente de Wimbledon, Andy Murray. Hizo su debut en torneos ATP en el Torneo de Umag donde cayó en primera ronda luego de ganar el primer set ante Horacio Zeballos.

### 2014
Por el grupo I de la zona europea de la Copa Davis 2014 derrotó al polaco Jerzy Janowicz en cinco sets por 2-6 6-2 7-5 5-7 6-4, y ante el n.º 21 del ranking mundial.
En su segundo torneo ATP 250 disputado, en el Torneo de Zagreb Coric es derrotado en primera ronda, ante Michael Berrer, y luego ante Leonardo Mayer en Niza, pero en ambos casos ganando un set.
En el Torneo de Umag logra por primera vez dos victorias seguidas, derrotando al n.º 46 Edouard Roger-Vasselin, y tomando revancha de Horacio Zeballos alcanzando los cuartos de final de un torneo ATP 250 por primera vez, perdiendo luego de ganar el primer set ante Fabio Fognini n.º 20. Es su debut en torneos de Grand Slam profesionales, en el Abierto de Estados Unidos logró derrotar a Lukáš Rosol en la primera ronda y sería derrotado ante Victor Estrella, quien lo dobla en edad (34 años contra 17 años), también ganando un set.
En el Torneo de Basilea 2014 derrota en primera ronda a Ernests Gulbis n.º 13, en la primera victoria de su carrera ante un Top 20 y ex Top 10. En segunda ronda triunfa ante Andrey Golubev, enfrentando a su ídolo de infancia Rafael Nadal, a quien sorprendería ganándole en sets corridos para alcanzar las primeras semifinales de un ATP 500 en su corta carrera, y asegurando el ingreso al Top 100 del ranking ATP antes de cumplir 18 años, logro alcanzado solo por el propio Nadal, y por Richard Gasquet desde el cambio de siglo.

### 2017: Primer título ATP

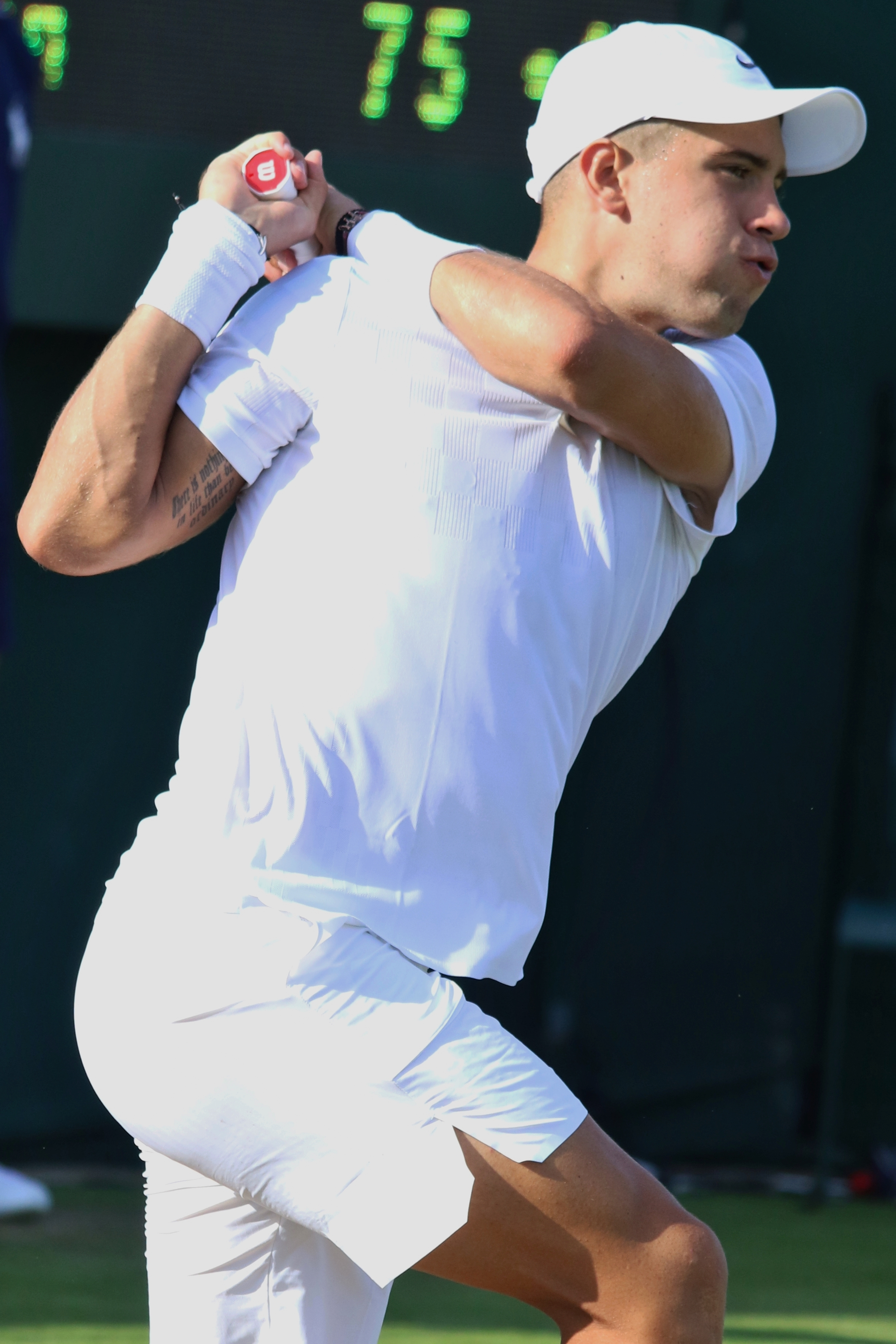
Coric durante Wimbledon 2017.

En el Masters de Miami logró sus primeros buenos resultados en torneos de relevancia, en 1R tuvo problemas para vencer a Marcel Granollers por parciales de 7-6(6), 4-6 y 6-3. En segunda ronda da el golpe y vence al 8 del mundo Dominic Thiem por 6-1, 7-5. En 3R pierde ante el francés Adrian Mannarino en tres sets.
En abril, ganó su primer título ATP en el Torneo de Marrakech al derrotar en la final a Philipp Kohlschreiber por 5-7, 7-6(3) y 7-5 después de salvar cinco puntos de partido en el 5-6 en contra del segundo set cuando sacaba. En su camino a la final venció al argentino Diego Schwartzman (6-3, 6-2), al local Reda El Amrani (6-2, 3-6, 7-6(5)) en un partido complicado, luego al segundo favorito, Albert Ramos (4-6, 6-4, 6-4) y finalmente a Jiří Veselý por doble 6-4 en semifinales.
A principios de mayo, jugó el Masters de Madrid como Lucky Loser en reemplazo de Richard Gasquet, en 1R venció a Mischa Zverev por 6-3 y 7-6(5), luego clasificado Pierre-Hugues Herbert por parciales de 7-5 6-4, antes de hacer una gran actuación al vencer por primera vez a un número uno del mundo, al escocés Andy Murray por doble 6-3 en un partido perfecto del croata por la tercera ronda, luego sucumbe ante el 9 del mundo y finalista del torneo Dominic Thiem por 6-1, 6-4.
En la segunda ronda del US Open, registraría la mejor victoria de su carrera en un Grand Slam, derrotando al cuarto cabeza de serie, Alexander Zverev por parciales de 3-6, 7-5 y doble 7-6, perdió posteriormente ante el eventual finalista, Kevin Anderson, en la tercera ronda en sets corridos.
Ćorić se clasificó para las NextGen ATP Finals 2017 después de terminar entre los siete primeros en la Carrera a Milán con un formato inédito para el tenis, partido al mejor de cinco sets pero solo con cuatro juegos basta para llevarse el set, en el 3 iguales hay tie-break. Entró como el cuarto cabeza de serie y ganó su grupo a través del formato round robin, derrotando a Jared Donaldson, Daniil Medvedev y Karen Jachanov. Fue derrotado por Andréi Rubliov en sets corridos en las semifinales.
Finaliza el año en el puesto 48.º.

### 2018: Campeón de la Copa Davis y Top 15
En febrero, Ćorić ayudó a Croacia a avanzar a los cuartos de final de la Copa Davis tras vencer a Canadá, derrotando a Vasek Pospisil y a la estrella en ascenso Denis Shapovalov.
En marzo, jugó el Masters de Indian Wells, Ćorić hizo su primera gran actuación en un torneo de esta categoría al llegar a las semifinales, comenzó desde la 1R derrotado a Donald Young (6-0, 6-2), Albert Ramos (6-0, 6-3) y Roberto Bautista (6-1, 6-3) en sets corridos, en 4R derrotó al local Taylor Fritz por 6-2, 6-7(6), 6-4. En cuartos de final tendría un duro encuentro contra el nuevo del mundo Kevin Anderson ganando por parciales de 2-6, 6-4, 7-6(3) después de 2 horas 22 minutos de juego, en semifinales se ve las caras contra el nuevo número 1 del mundo Roger Federer pierde en una batalla de 2 horas y 20 minutos por 7-5 y doble 4-6 aún después de haber estado set arriba y 4-2 a favor en la segunda manga. Sin embargo, este buen torneo, le permite ascender varios puestos en el Ranking hasta el lugar 36. Ćorić siguió este resultado con otra impresionante actuación en Miami al llegar a cuartos de final tras superar ajustadamente a Leonardo Mayer, Jack Sock y Denis Shapovalov en tres mangas, finalmente en cuartos de final es derrotado por el cinco del mundo Alexander Zverev por doble 6-4 en solo una hora 24 minutos.
En la arcilla europea, pierde en la segunda ronda del Masters de Montecarlo contra Novak Djokovic pero a su hace un juego convincente cayendo por un estrecho 7-6(2) 7-5. Luego en el Masters de Madrid vence fácilmente en las dos primeras rondas a Pablo Carreño y Jan-Lennard Struff, antes de enfrentarse a Dominic Thiem en 3R en un gran partido de casi dos horas y media cae por 6-2, 6-7(5), 4-6. En el Masters de Roma se retiró por molestias en el cuello en 2R cuando caía por 4-1 contra Stefanos Tsitsipas. Volvió en Roland Garros donde fue derrotado en la tercera ronda por Diego Schwartzman en sets corridos, sin embargo y como dato, el argentino fue el único jugador del torneo que lograría ganarle un set a Rafael Nadal.
Después de la temporada de tierra, se dirige a la superficie de la hierba. En su primer partido en el Torneo de Halle da la sorpresa y elimina a Alexander Zverev por 6-1 y 6-4, después derrotó a Nikoloz Basilashvili y Andreas Seppi en sets corridos y avanzó a la final tras el retiro de Roberto Bautista así llegó al partido decisivo sin perder un set donde se encuentra al campeón defensor Roger Federer (que estaba con una racha de 20 partidos invictos en césped). Ganó la final en tres sets, con dos quiebres incluidos en el tercer set por 7-6, 3-6 y 6-2 para ganar su segundo título ATP, el primero de categoría ATP 500 y también el primero en césped. Como dato el servicio de Ćorić se rompió solo dos veces durante todo el torneo. A continuación, en Wimbledon donde cae en su debut contra el ruso Daniil Medvedev en tres sets.
En julio, entró por primera vez en el top 20 del ranking ATP. Luego participó en el Torneo de Gstaad donde fue cabeza de serie tercero y queda exento de la primera ronda, pierde de entrada contra Laslo Djere por 4-6, 6-1, 1-6. En el Masters de Canadá logra pasar la 1R tras vencer al local Vasek Pospisil por 6-4 6-3, pero pierde contra su compatriota Marin Čilić por 3-6, 6-3, 1-6 en 2R. En el Masters de Cincinnati se venga de Daniil Medvedev ganándole por 6-2, 6-3 pero luego pierde contra Nick Kyrgios en 2R por 6-7(1), 6-0, 3-6.

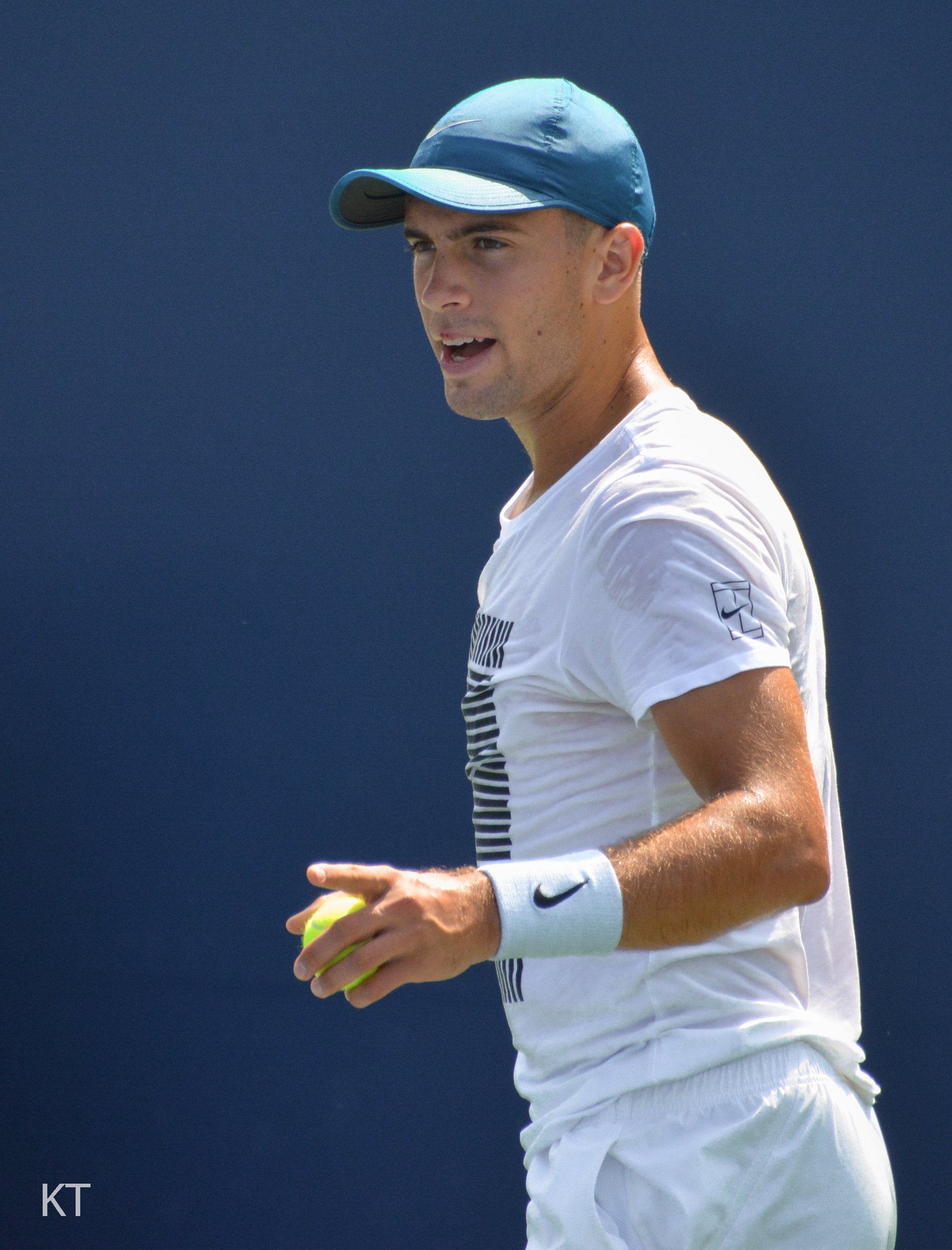
Coric entrenando previo al US Open 2018 donde alcanzaría por primera vez los octavos de final de un Grand Slam.

Participó en el US Open y se clasificó a la segunda semana tras vencer a Florian Mayer (6-2, 6-2, 5-7, 6-4), Roberto Carballés (7-6(4), 6-2, 6-3) y Daniil Medvedev (6-3, 7-5, 6-2) antes de ser eliminado por el futuro finalista Juan Martín del Potro por 6-4, 6-3 y 6-1. Más tarde ese mes, Croacia recibió a los Estados Unidos por las semifinales de la Copa Davis. Los equipos de repartieron los primeros cuatro partidos quedando igualados a dos, incluida una victoria en sets seguidos de Ćorić sobre Steve Johnson. En el partido decisivo, Ćorić regresó de dos sets a uno abajo para vencer a Frances Tiafoe y mandar a Croacia a su segunda final de Copa Davis en tres años.
Comenzó la Gira Asiática en Shenzhen donde perdió de entrada contra Cameron Norrie en sets corridos. Luego juega el ATP 500 de Pekín donde pierde en su debut nuevamente esta vez contra Feliciano López por 5-7, 7-5, 5-7. Ćorić no había logrado llegar a los cuartos de final en sus últimos siete torneos anteriores, desde su victoria en Halle. Rompió esta sequía en el Masters de Shanghái al llegar a la final, comenzó desde la primera ronda venciendo a Stan Wawrinka por 4-6, 6-4 y 6-3, en 2R derrotó a Bradley Klahn por 6-4, 6-2 y luego vence a Juan Martín del Potro tras el retiró del argentino cuando ganó el primer set por 7-5. Se clasifica a semifinales tras vencer a la sorpresa del torneo el australiano Matthew Ebden por 7-5, 6-4. Y en las semifinales, causa la sensación al vencer a Roger Federer por doble 6-4 clasificándose para su primera final de Masters 1000 donde pierde contra el n.º 2 del mundo Novak Djokovic por 3-6 y 4-6. Su esfuerzo por alcanzar su primera final ATP Masters 1000 hizo subir seis puesto en el Ranking y situarse en el puesto número 13, el más alto de su carrera.
Reanudó su temporada en el Torneo de Viena donde ganó en la primera ronda a Albert Ramos por 6-7(5), 6-0 y 6-4, luego venció al francés Lucas Pouille por 4-6, 6-0, 6-4 pero luego pierde contra Kevin Anderson en cuartos de final por retiró cuando caía por 5-7, 2-1. Llega al Masters de París-Berçy con molestias físicas y se clasifica a 3R tras derrotar a Daniil Medvedev por doble 6-4 pero pierde contra el austriaco Dominic Thiem en un partido muy cerrado por 7-6(3), 2-6, 5-7.
Finaliza la temporada siendo llamado por su equipo nacional para jugar la final de la Copa Davis contra Francia, abre la serie ganando su partido contra Jeremy Chardy por 6-2, 7-5 y 6-4 y le ayudó a su equipo a ganar el título, finalmente Marin Čilić cerraría las cosas en el cuarto punto.

## ATP World Tour Masters 1000

### Títulos (1)
| Año  | Torneo     | Superficie | Ind/Outdoor | Oponente en la final | Resultado   |
| 2022 | Cincinnati | Dura       | Outdoor     | Stefanos Tsitsipas   | 7-6(0), 6-2 |

#### Finalista (1)
| Año  | Torneo   | Superficie | Ind/Outdoor | Oponente en la final | Resultado |
| 2018 | Shanghái | Dura       | Outdoor     | Novak Djokovic       | 3-6, 4-6  |

## Títulos ATP (3; 3+0)

### Individual (3)
| Leyenda                         |
| Grand Slam (0)                  |
| ATP Wourld Tour Finals (0)      |
| ATP Masters 1000 World Tour (1) |
| ATP World Tour 500 (1)          |
| ATP World Tour 250 (1)          |

| N.º | Fecha                | Torneos    | Superficie    | Oponente              | Resultado        |
| --- | -------------------- | ---------- | ------------- | --------------------- | ---------------- |
| 1.  | 16 de abril de 2017  | Marrakech  | Tierra batida | Philipp Kohlschreiber | 5-7, 7-6(3), 7-5 |
| 2.  | 24 de junio de 2018  | Halle      | Hierba        | Roger Federer         | 7-6(6), 3-6, 6-2 |
| 3.  | 21 de agosto de 2022 | Cincinnati | Dura          | Stefanos Tsitsipas    | 7-6(0), 6-2      |

#### Finalista (6)
| N.º | Fecha                    | Torneos         | Superficie    | Oponente           | Resultado     |
| --- | ------------------------ | --------------- | ------------- | ------------------ | ------------- |
| 1.  | 10 de enero de 2016      | Chennai         | Dura          | Stanislas Wawrinka | 3-6, 5-7      |
| 2.  | 10 de abril de 2016      | Marrakech       | Tierra batida | Federico Delbonis  | 2-6, 4-6      |
| 3.  | 14 de octubre de 2018    | Shanghái        | Dura          | Novak Djokovic     | 3-6, 4-6      |
| 4.  | 22 de septiembre de 2019 | San Petersburgo | Dura (i)      | Daniil Medvédev    | 3-6, 1-6      |
| 5.  | 18 de octubre de 2020    | San Petersburgo | Dura (i)      | Andrey Rublev      | 6-7(5), 4-6   |
| 6.  | 4 de febrero de 2024     | Montpellier     | Dura (i)      | Aleksandr Búblik   | 7-5, 2-6, 3-6 |

## Títulos Challengers (7)
| N.º | Fecha                    | Torneos                       | Superficie    | Oponente            | Resultado           |
| --- | ------------------------ | ----------------------------- | ------------- | ------------------- | ------------------- |
| 1.  | 21 de septiembre de 2014 | Challenger de Esmirna         | Dura          | Malek Jaziri        | 6-1, 6-7(7), 6-4    |
| 2.  | 13 de septiembre de 2015 | Challenger de Barranquilla    | Arcilla       | Rogerio Dutra Silva | 6-4, 6-1            |
| 3.  | 19 de junio de 2022      | Challenger de Parma           | Tierra batida | Elias Ymer          | 7-6, 6-0            |
| 4.  | 2 de marzo de 2025       | Challenger de Lugano          | Dura (i)      | Raphaël Collignon   | 6-3, 6-1            |
| 5.  | 9 de marzo de 2025       | Challenger de Thionville      | Dura (i)      | Arthur Bouquier     | 6-4, 6-4            |
| 6.  | 23 de marzo de 2025      | Challenger de Zadar           | Tierra batida | Valentin Royer      | 3-6, 6-2, 6-3       |
| 7.  | 4 de mayo de 2025        | Challenger de Aix-en-Provence | Tierra batida | Stan Wawrinka       | 6-7(5), 6-3, 7-6(4) |

## Clasificación histórica

### Grand Slam y Masters 1000
| Grand Slam                                                                                              |                 |                 |                 |                 |                 |                    |                    |                    |                    |                    |                    |                    |                    |         |         |         |   |
| Abierto de Australia                                                                                    | A               | A               | 1R              | 1R              | 1R              | 1R                 | 4R                 | 1R                 | 2R                 | A                  | 1R                 | 1R                 | 1R                 | 0 / 10  | 4–10    | 29%     |   |
| Roland Garros                                                                                           | A               | A               | 3R              | 3R              | 2R              | 3R                 | 3R                 | 1R                 | A                  | 2R                 | 3R                 | 1R                 |                    | 0 / 9   | 12–9    | 57%     |   |
| Wimbledon                                                                                               | A               | Q1              | 2R              | 1R              | 1R              | 1R                 | A                  | ND                 | A                  | A                  | 1R                 | 2R                 |                    | 0 / 6   | 2–6     | 25%     |   |
| US Open                                                                                                 | A               | 2R              | 1R              | 1R              | 3R              | 4R                 | 2R                 | CF                 | A                  | 2R                 | 1R                 | 1R                 |                    | 0 / 10  | 12–10   | 55%     |   |
| G–P | 0–0             | 1–1             | 3–4             | 2–4             | 3–4             | 5–4                | 6–2                | 4–3                | 1–1                | 2–2                | 2–4                | 1–4                | 0–1                | 0 / 35  | 30–35   | 46%     |   |
| Torneo de maestros                                                                                      |                 |                 |                 |                 |                 |                    |                    |                    |                    |                    |                    |                    |                    |         |         |         |   |
| ATP Finals                                                                                              | No se clasificó | No se clasificó | No se clasificó | No se clasificó | No se clasificó | No se clasificó    | No se clasificó    | No se clasificó    | No se clasificó    | No se clasificó    | No se clasificó    | No se clasificó    |                    | 0 / 0   | 0–0     | –%      |   |
| Next Gen ATP Finals                                                                                     | Inexistente     | Inexistente     | Inexistente     | Inexistente     | SF              | Menores de 21 años | Menores de 21 años | Menores de 21 años | Menores de 21 años | Menores de 21 años | Menores de 21 años | Menores de 21 años | Menores de 21 años | 0 / 1   | 3–1     | 75%     |   |
| ATP World Tour Masters 1000                                                                             |                 |                 |                 |                 |                 |                    |                    |                    |                    |                    |                    |                    |                    |         |         |         |   |
| Indian Wells                                                                                            | A               | A               | 2R              | 3R              | 1R              | SF                 | 2R                 | ND                 | A                  | 1R                 | 2R                 | 2R                 | A                  | 0 / 8   | 9–8     | 53%     |   |
| Miami                                                                                                   | A               | A               | 2R              | 1R              | 3R              | CF                 | CF                 | ND                 | A                  | 2R                 | 2R                 | A                  | A                  | 0 / 7   | 10–7    | 59%     |   |
| Montecarlo                                                                                              | A               | A               | 1R              | 1R              | 1R              | 2R                 | CF                 | ND                 | A                  | 1R                 | 1R                 | 2R                 |                    | 0 / 8   | 5–8     | 38%     |   |
| Madrid                                                                                                  | A               | A               | A               | 2R              | CF              | 3R                 | 1R                 | ND                 | A                  | 1R                 | SF                 | 2R                 |                    | 0 / 7   | 11–7    | 61%     |   |
| Roma | A               | A               | Q2              | 1R              | A               | 1R                 | 3R                 | 2R                 | A                  | 1R                 | CF                 | 1R                 |                    | 0 / 7   | 6–7     | 46%     |   |
| Canadá                                                                                                  | A               | A               | 1R              | 2R              | 2R              | 2R                 | 2R                 | ND                 | A                  | 1R                 | 1R                 | 2R                 |                    | 0 / 8   | 5–8     | 38%     |   |
| Cincinnati                                                                                              | A               | A               | 2R              | CF              | 1R              | 2R                 | 1R                 | 2R                 | A                  | G                  | 1R                 | Q1                 |                    | 1 / 8   | 12–7    | 63%     |   |
| Shanghái                                                                                                | A               | A               | 2R              | A               | Q1              | F                  | 1R                 | No Disputado       | No Disputado       | No Disputado       | A                  | Q1                 |                    | 0 / 3   | 6–3     | 66%     |   |
| París                                                                                                   | A               | A               | 2R              | A               | 2R              | 3R                 | 1R                 | 2R                 | A                  | 1R                 | A                  | A                  |                    | 0 / 6   | 4–6     | 40%     |   |
| G–P | 0–0             | 0–0             | 5–7             | 7–7             | 7–7             | 19–9               | 9–9                | 3–3                | 0–0                | 7–7                | 8–7                | 4–5                | 0–0                | 1 / 62  | 69–61   | 53%     |   |
| Representación nacional                                                                                 |                 |                 |                 |                 |                 |                    |                    |                    |                    |                    |                    |                    |                    |         |         |         |   |
| Juegos Olímpicos                                                                                        | No Celebrado    | No Celebrado    | No Celebrado    | 1R              | No Celebrado    | No Celebrado       | No Celebrado       | No Celebrado       | A                  | No Celebrado       | No Celebrado       | A                  | NC                 | 0 / 1   | 0–1     | 0%      |   |
| Copa Davis                                                                                              | PO              | PO              | 1R              | F               | A               | G                  | RR                 | A                  | A                  | SF                 | RR                 | A                  |                    | 1 / 7   | 14–9    | 61%     |   |
| ATP Cup                                                                                                 | No Celebrado    | No Celebrado    | No Celebrado    | No Celebrado    | No Celebrado    | No Celebrado       | No Celebrado       | RR                 | NSC                | A                  | No Disputó         | No Disputó         | No Disputó         | 0 / 1   | 1–2     | 33%     |   |
| United Cup                                                                                              | No Celebrado    | No Celebrado    | No Celebrado    | No Celebrado    | No Celebrado    | No Celebrado       | No Celebrado       | No Celebrado       | No Celebrado       | No Celebrado       | CF                 | RR                 | RR                 | 0 / 3   | 4–3     | 57%     |   |
| G–P | 0–1             | 1–1             | 2–1             | 2–4             | 0–0             | 5–1                | 0–1                | 1–2                | 0–0                | 4–1                | 2–1                | 1–1                | 1–1                | 1 / 12  | 19–15   | 55%     |   |
| Estadísticas                                                                                            |                 |                 |                 |                 |                 |                    |                    |                    |                    |                    |                    |                    |                    |         |         |         |   |
| Torneos                                                                                                 | 1               | 5               | 27              | 21              | 27              | 20                 | 22                 | 7                  | 2                  | 14                 | 19                 | 18                 | 2                  | 188     | 188     | 188     |   |
| Títulos                                                                                                 | 0               | 0               | 0               | 0               | 1               | 1                  | 0                  | 0                  | 0                  | 1                  | 0                  | 0                  | 0                  | 3       | 3       | 3       | 3 |
| Finales                                                                                                 | 0               | 0               | 0               | 2               | 1               | 2                  | 0                  | 1                  | 0                  | 1                  | 0                  | 1                  | 0                  | 9       | 9       | 9       | 9 |
| G–P en general                                                                                          | 0–2             | 7–6             | 26–28           | 22–24           | 24–26           | 40–20              | 27–22              | 11–7               | 5–2                | 20–13              | 22–19              | 12–19              | 1–3                | 223–197 | 223–197 | 223–197 |   |
| Victorias %                                                                                             | 0%              | 53%             | 48%             | 47%             | 48%             | 67%                | 55%                | 61%                | 71%                | 61%                | 54%                | 39%                | 25%                | 53%     | 53%     | 53%     |   |
| Leyenda: G: Torneo ganado; F: Finalista; SF: Semifinalista; CF: Cuartos de final; G-P: Ganados-Perdidos |                 |                 |                 |                 |                 |                    |                    |                    |                    |                    |                    |                    |                    |         |         |         |   |

## Victorias sobre Top 10
- Tiene un récord de 14–27 contra jugadores que, en el momento en que se jugó el partido, se encontraban entre los 10 primeros del Ranking ATP.

| Temporada | 2013 | 2014 | 2015 | 2016 | 2017 | 2018 | 2019 | 2020 | 2021 | 2022 | Total |
| Victorias | 0    | 1    | 1    | 1    | 3    | 6    | 0    | 1    | 0    | 1    | 14    |

| #    | Jugador               | Ranking | Torneo                              | Superficie | Rd | Resultado                         | Ćorić Ranking |
| ---- | --------------------- | ------- | ----------------------------------- | ---------- | -- | --------------------------------- | ------------- |
| 2014 |                       |         |                                     |            |    |                                   |               |
| 1.   | Rafael Nadal          | N.º 3   | Basilea, Suiza                      | Hard (i)   | CF | 6–2, 7–6(7–4)                     | N.º 124       |
| 2015 |                       |         |                                     |            |    |                                   |               |
| 2.   | Andy Murray           | N.º 3   | Dubái, Emiratos Árabes Unidos       | Hard       | CF | 6–1, 6–3                          | N.º 84        |
| 2016 |                       |         |                                     |            |    |                                   |               |
| 3.   | Rafael Nadal          | N.º 5   | Cincinnati, Estados Unidos          | Hard       | 3R | 6–1, 6–3                          | N.º 49        |
| 2017 |                       |         |                                     |            |    |                                   |               |
| 4.   | Dominic Thiem         | N.º 8   | Miami, Estados Unidos               | Hard       | 2R | 6–1, 7–5                          | N.º 62        |
| 5.   | Andy Murray           | N.º 1   | Madrid, España                      | Arcilla    | 3R | 6–3, 6–3                          | N.º 59        |
| 6.   | Alexander Zverev      | N.º 6   | US Open, Nueva York, Estados Unidos | Hard       | 2R | 3–6, 7–5, 7–6(7–1), 7–6(7–4)      | N.º 61        |
| 2018 |                       |         |                                     |            |    |                                   |               |
| 7.   | Pablo Carreño Busta   | N.º 10  | Doha, Catar                         | Hard       | 1R | 5–7, 6–2, 7–6(10–8)               | N.º 48        |
| 8.   | Kevin Anderson        | N.º 9   | Indian Wells, Estados Unidos        | Hard       | CF | 2–6, 6–4, 7–6(7–3)                | N.º 49        |
| 9.   | Alexander Zverev      | N.º 3   | Halle, Alemania                     | Césped     | 1R | 6–1, 6–4                          | N.º 34        |
| 10.  | Roger Federer         | N.º 1   | Halle, Alemania                     | Césped     | F  | 7–6(8–6), 3–6, 6–2                | N.º 34        |
| 11.  | Juan Martín del Potro | N.º 4   | Shanghái, China                     | Hard       | 3R | 7–5, ret.                         | N.º 19        |
| 12.  | Roger Federer         | N.º 2   | Shanghái, China                     | Hard       | SF | 6–4, 6–4                          | N.º 19        |
| 2020 |                       |         |                                     |            |    |                                   |               |
| 13.  | Stefanos Tsitsipas    | N.º 6   | US Open, Nueva York, Estados Unidos | Hard       | 3R | 6–7(4–7), 6-4, 4-6, 7-5, 7–6(7–4) | N.º 32        |
| 2022 |                       |         |                                     |            |    |                                   |               |
| 14.  | Rafael Nadal          | N.º 3   | Cincinnati, Estados Unidos          | Hard       | 2R | 7–6(11–9), 4-6, 6-3               | N.º 152       |

## Ranking ATP al final de la temporada
| Año                     | 2012  | 2013 | 2014 | 2015 | 2016 | 2017 | 2018 | 2019 | 2020 | 2021 | 2022 |
| Ranking en individuales | 1,308 | 303  | 102  | 44   | 48   | 48   | 12   | 28   | 24   | 73   | 26   |